# Гном Gamma
Гном 7 Gamma (также известен как Gnome type 7B, Gnome 70 л. с. или Гном-70) — французский 7-цилиндровый авиационный поршневой ротативный двигатель воздушного охлаждения. Разработан в 1911 году компанией Гном, серийный выпуск с 1911 года.

## Описание
Дальнейшая модификация Гном Omega с увеличением диаметра цилиндров до 130 мм и скорости вращения до 1300 об/мин. В 1912 году двигатель был одобрен к закупкам французской армией под названием Gnome type 7B. 50 двигателей Gamma было продано в 1911 году и 100 — в 1912 году. Двойная 14-цилиндровая версия двигателя Gamma-Gamma с рабочим объёмом 22,2 л, в связи со сложностью её производства и низкой надёжностью в эксплуатации, была выпущена в 1912 году всего в количестве 14 штук. 27 августа 1913 года Пётр Николаевич Нестеров на самолёте Ньюпор IV с двигателем Гном Gamma мощностью 70 л. с. впервые в истории выполнил «мёртвую петлю».

## Применение
Гном 7 Gamma
- Blériot XXI
- Bristol Biplane Type T
- Bristol Prier-Dickson
- Henry Farman Biplane
- Grahame-White Passenger Biplane VIIc
- Handley Page H.P.3
- Morane-Borel seaplane
- Nieuport IV
- Paulhan Biplane
- Royal Aircraft Factory B.E.3
- Royal Aircraft Factory B.E.4
- Short School Biplane
- Short S.32
- Short S.36
- Short S.38
- Short S.45
- Sopwith Three-Seater
- Vickers No.6 Monoplane
- Vickers No.8 Monoplane
- Сикорский С-7

Гном 14 Gamma-Gamma
- Royal Aircraft Factory B.E.7
- Short S.41